# Скобець Євген Мусійович
Євге́н Мусі́йович (Мойсе́йович) Скобе́ць (нар. 1908, Матвіївка, нині у складі Миколаєва — 1980, Київ) — вчений у галузі неорганічної та аналітичної хімії.

## Біографія
По закінченні інституту народної освіти в Миколаєві (1929) працював у Київському сільськогосподарському інституті та Українській сільськогосподарській академії, від 1952 року — професор.

## Наукові праці
Понад 120 друкованих праць з електрохімічного методу аналізу, головно з полярографії.
Автор книг, виданих у Києві російською мовою:
- «Похідна полярографія» (1963) — у співавторстві з В. Д. Скобець.
- «Полярографія на твердих електродах» (1970) — у співавторстві з Юрієм Костянтиновичем Делімарським.